# 富田健裕
富田 健裕（とみた たけひろ、1987年（昭和62年）6月13日 − ）は、日本の脚本家、劇作家、演出家、俳優、元子役。
東京都大田区出身。桜美林大学、文学座附属演劇研究所卒。
幼少期は子役として活動し、テレビ・ラジオCM、ドラマに多数出演。1999年、NHK道徳教育ドラマ虹色定期便に一年間レギュラー出演した。
2018年、第1回WOWOW新人シナリオ大賞にて自作が最終選考対象作品にノミネートされる。
| スタブアイコン | サブスタブ | この項目は、まだ閲覧者の調べものの参照としては役立たない、人物に関連した書きかけの項目です。この項目を加筆・訂正などしてくださる協力者を求めています（P:人物伝/PJ:人物伝）。 |